# Longues-sur-Mer
Longues-sur-Mer és un municipi francès situat al departament de Calvados i a la regió de Normandia. L'any 2007 tenia 688 habitants.

## Demografia

### Població
El 2007 la població de fet de Longues-sur-Mer era de 688 persones. Hi havia 254 famílies de les quals 45 eren unipersonals (12 homes vivint sols i 33 dones vivint soles), 94 parelles sense fills, 86 parelles amb fills i 29 famílies monoparentals amb fills.
La població ha evolucionat segons el següent gràfic:
Habitants censats

### Habitatges
El 2007 hi havia 323 habitatges, 253 eren l'habitatge principal de la família, 61 eren segones residències i 9 estaven desocupats. 314 eren cases i 5 eren apartaments. Dels 253 habitatges principals, 191 estaven ocupats pels seus propietaris, 58 estaven llogats i ocupats pels llogaters i 4 estaven cedits a títol gratuït; 13 tenien dues cambres, 35 en tenien tres, 74 en tenien quatre i 131 en tenien cinc o més. 215 habitatges disposaven pel capbaix d'una plaça de pàrquing. A 110 habitatges hi havia un automòbil i a 126 n'hi havia dos o més.

### Piràmide de població
La piràmide de població per edats i sexe el 2009 era:
| Homes | Edats   | Dones |
| ----- | ------- | ----- |
| 0     | 95 o +  | 0     |
| 4     | 90 a 94 | 0     |
| 0     | 85 a 89 | 0     |
| 0     | 80 a 84 | 4     |
| 16    | 75 a 79 | 8     |
| 4     | 70 a 74 | 12    |
| 12    | 65 a 69 | 4     |
| 12    | 60 a 64 | 24    |
| 0     | 55 a 59 | 0     |
| 48    | 50 a 54 | 28    |
| 28    | 45 a 49 | 36    |
| 24    | 40 a 44 | 24    |
| 32    | 35 a 39 | 24    |
| 0     | 30 a 34 | 8     |
| 24    | 25 a 29 | 20    |
| 20    | 20 a 24 | 24    |
| 32    | 15 a 19 | 24    |
| 16    | 10 a 14 | 28    |
| 36    | 5 a 9   | 16    |
| 4     | 0 a 4   | 20    |

## Economia
El 2007 la població en edat de treballar era de 438 persones, 333 eren actives i 105 eren inactives. De les 333 persones actives 304 estaven ocupades (164 homes i 140 dones) i 28 estaven aturades (14 homes i 14 dones). De les 105 persones inactives 32 estaven jubilades, 31 estaven estudiant i 42 estaven classificades com a «altres inactius».

### Ingressos
El 2009 a Longues-sur-Mer hi havia 250 unitats fiscals que integraven 671,5 persones, la mediana anual d'ingressos fiscals per persona era de 16.069 €.

### Activitats econòmiques
Dels 18 establiments que hi havia el 2007, 1 era d'una empresa alimentària, 1 d'una empresa de construcció, 3 d'empreses de comerç i reparació d'automòbils, 1 d'una empresa de transport, 4 d'empreses d'hostatgeria i restauració, 1 d'una empresa financera, 2 d'empreses immobiliàries, 2 d'empreses de serveis, 1 d'una entitat de l'administració pública i 2 d'empreses classificades com a «altres activitats de serveis».
Dels 5 establiments de servei als particulars que hi havia el 2009, 1 era un paleta, 1 perruqueria, 2 restaurants i 1 agència immobiliària.
Dels 2 establiments comercials que hi havia el 2009, 1 era una botiga de menys de 120 m² i 1 una fleca.
L'any 2000 a Longues-sur-Mer hi havia 19 explotacions agrícoles que ocupaven un total de 1.014 hectàrees.

## Equipaments sanitaris i escolars
El 2009 hi havia una escola elemental.

## Poblacions més properes
El següent diagrama mostra les poblacions més properes.